# Löffelritter
Der Löffelritter, auch bekannt als Orden vom Löffel oder Löffelgesellschaft, war eine 1527, nach anderen Quellen schon 1525, gegründete Vereinigung auf der Burg Montricher im Schweizer Kanton Waadt (pays de Vaud) von anfangs 60 savoyischen Adligen. Zuerst war die Lossagung von Herzog von Savoyen,  Karl III. Ziel, blieb aber nur Wunsch. Das nächste Ziel war die „Republik“ Genf politisch zu unterwandern und dann als Freisagungsangebot dem Herzog von Savoyen zu überlassen. Man wollte Genf „auslöffeln“ wie eine gute Speise. Dieses „hehre“ Ziel war Anlass für das Erkennungszeichen Löffel am Hut oder um den Hals an einer goldenen Kette. Zum Zweck wurde ein hölzerner Löffel verwendet. Eine weitere Ordensdekoration war ein weißes Hemd über die Rüstung gezogen mit dem Bild eines Löffels.
Obwohl diese Vereinigung bald auf 3000 Mitglieder anwuchs, widerstand Genf nach wenigen Jahren durch die Hilfe von Freiburg und Solothurn.
Die Löffelritter waren kein Ritterorden im klassischen Sinn.